# Giuseppe Ermini

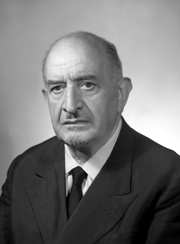
Giuseppe Ermini

Giuseppe Ermini (* 20. Juli 1900 in Rom; † 21. Mai 1981 ebenda) war ein italienischer Rechtshistoriker, Universitätsrektor und Politiker.

## Leben

### Akademische Laufbahn
Von 1917 bis 1921 studierte er an der Universität Rom Rechtswissenschaften und promovierte bei Francesco Brandileone über Giovanni da Legnano, einen Juristen des 14. Jahrhunderts. 1926 erlangte er die libera docenza und einen Lehrauftrag an der Universität Urbino. 1927 folgte der Ruf auf den Lehrstuhl für Italienische Rechtsgeschichte an der Universität Cagliari. 1932 wechselte er nach Perugia, wo er bis zur Emeritierung wirkte.
Von 1944 bis 1976 war er Rektor der Universität Perugia, nur während seiner Amtszeit als Unterrichtsminister übte er diese Funktion nicht aus. Von 1940 bis 1975 lehrte er auch Ius commune an der Lateranensischen Universität in Rom. 1952 war er Gründer und bis 1977 Präsident des Centro Italiano di Studi sull’Alto Medioevo (CISAM), das weltweit für seine Kongresse und die daraus resultierenden Veröffentlichungen, vorwiegend zur Frühmittelalterforschung, bekannt ist. Weitere Studienzentren unter seiner Leitung entstanden in Todi, Gubbio und Spello, die Società internazionale di studi francescani, 1902 von Paul Sabatier in Assisi gegründet, wurde auf sein Betreiben hin reorganisiert.
1988 wurde das Centro di Studi Internazionali Giuseppe Ermini in Ferentino eröffnet, das ebenfalls auf seine Initiative zurückgeht. Der Plan wurde bereits im Zusammenhang mit dem 1977 gestifteten Premio Città di Ferentino gefasst, der ebenfalls von Ermini angeregt worden war. Im Mittelpunkt der Aktivitäten stehen  Studien zu Ferentino und seinem Territorium ohne Epochenbegrenzung und besonderer Berücksichtigung der Archäologie.

### Politische Laufbahn
In der ersten Legislaturperiode 1948–1953 der italienischen Republik war er Abgeordneter des Wahlkreises Perugia-Rieti-Terni für die Democrazia Cristiana, nachdem er bereits 1946 der Assemblea Costituente als Vertreter des Wahlkreises XIX Perugia angehört hatte. 1953 wurde er wiedergewählt. Er war Mitglied des Ausschusses für Unterricht und Schöne Künste. Unter Amintore Fanfani (18. Januar 1954) war er sottosegretario alla Presidenza del Consiglio dei Ministri, im Kabinett Mario Scelba hatte er vom 10. Februar bis zum 18. September 1954 dieselbe Funktion inne, am 20. September wurde er Unterrichtsminister (Ministro della Pubblica Istruzione) bis zum 5. Juli 1955. Auch in der dritten (1958) und vierten Legislaturperiode (1963) gehörte er der Camera dei Deputati an. 1968 kandidierte er erstmals für den Senat, verfehlte allerdings den Einzug ganz knapp. Am 7. Mai 1972 wurde er für den Wahlkreis Perugia I als Senator gewählt, in dem er dem Ausschuss für Unterricht und Schöne Künste (Commissione Istruzione e Belle Arti) angehörte. Er engagierte sich besonders auf dem Gebiet der Bildungs- und der Kulturpolitik, darunter für die Errichtung des Ministero per i beni culturali e ambientali.

## Veröffentlichungen (Auswahl)
- Giuseppe Ermini, Scritti storico-giuridici, a cura di Ovidio Capitani ed Enrico Menestò, Spoleto 1997, pp. XIV-864. (Collectanea 9) ISBN 88-7988-208-2

## Gedenken
Am Haus Piazza d’Aracoeli 7 in Rom, in welchem er wohnte, wurde im Jahr 2008 von der Stadt Rom ihm zu Ehren eine Gedenktafel angebracht.